# Kaos d'Ibèria
Kaos (mort vers el 87) fou un rei d'Ibèria amb seu a Mtskheta, que va regnar de vers el 72 al 87.
Kaos era fill (únic ?) del rei Bartom II d'Ibèria (Mtskheta) que suposadament regnava a la part nord del regne, i el va succeir a la seva mort segons les cròniques georgianes medievals. El seu cosí Pharsman d'Armaz va pujar al tron al mateix temps a Armazi, sent vassall de Tiridates I d'Armènia.
Les cròniques no donen detalls del seu regnat. Va deixar un fill, Armazel que fou rei a Mtskheta.